# Minúscula 60
Minúscula 60 (en la numeración Gregory-Aland), ε 1321 (Soden) es un manuscrito griego en minúsculas del Nuevo Testamento, en hojas de pergamino. Está fechado por un colofón en el año 1297. Cuenta con contenidos complejos, los marginales son incompletos.

## Descripción
El códice contiene el texto completo de los cuatro Evangelios en 291 hojas (tamaño de 20.5 cm por 14.5 cm). El texto está escrito elegantemente en una columna por página, 24-26 líneas por página.
El texto está dividido de acuerdo con los κεφαλαια (capítulos), cuyos números se dan al margen, y sus τιτλοι (títulos) en la parte superior de las páginas. El texto está dividido de acuerdo con los Secciones Amonianas, pero curiosamente no tiene referencias a los Cánones de Eusebio en el margen.
Contiene la Epistula ad Carpianum, las Tablas de Eusebio, tablas de los κεφαλαια (tablas de contenidos) antes de cada evangelio, suscripciones al final de cada Evangelio, e ilustraciones. Tiene algunos escolios de Aretas.
Junto con el códice 2821, forman parte del mismo manuscrito. Los folios 4-294 pertenecen al códice 60; los folios 295-316, al códice 2821.

## Texto
El texto griego de este códice es representativo del tipo textual bizantino. Hermann von Soden lo clasificó en la familia textual Kx. Aland lo colocó en la Categoría V. Según el Perfil del Método de Claremont, representa al grupo textual 1685, y está estrechamente relacionado con Kx.

## Historia
Micheal ο μαντυλιδης escribió este manuscrito para Jorge τον μουγδουφον. El manuscrito perteneció al obispo Moore (junto con la minúscula 440) y, después de su muerte en 1714, al rey Jorge I, quien se lo entregó a la Universidad de Cambridge.
Fue examinado por John Mill (como Moori 1), Richard Bentley (como o'), y Franz Delitzsch. C. R. Gregory lo vio en 1886.
En la actualidad se encuentra en la Cambridge University Library (Dd. 9.69, fol. 4-294), en Cambridge.

## Lectura adicional
- Franz Delitzsch (1871). Studien zur Entstehungsgeschichte der Polyglottenbibel des Cardinal Ximenes. Leipzig.

- Datos: Q999084